# Rovina (Bucureșci), Hunedoara
Rovina este un sat în comuna Bucureșci din județul Hunedoara, Transilvania, România.

## Monumente istorice
- Biserica de lemn „Înălțarea Sfintei Cruci”